# گردا هلبرگ
گردا هلبرگ (انگلیسی: Gerda Hellberg; ۲۲ ژوئن ۱۸۷۰ – ۶ اوت ۱۹۳۷) فعال حقوق زنان، عضو شورا، و فعال حق رأی اهل سوئد بود.
در دوران تحصیل در اوپسالا، گردا هلبرگ به همراه گروهی از دوستان دانشجوی زن خود، نخستین انجمن دانشجویی ویژهٔ زنان را در سوئد بنیان نهاد. این اقدام، گامی پیشگامانه در جهت ایجاد فضایی مستقل برای زنان در محیط دانشگاهی بود؛ فضایی که تا آن زمان کاملاً در سلطهٔ مردان قرار داشت. تشکیل این انجمن، فرصت‌هایی را برای دانشجویان زن فراهم کرد تا دربارهٔ مسائل آموزشی، حقوقی و اجتماعی مربوط به زنان تبادل نظر کنند و به سازمان‌دهی فعالیت‌هایی در راستای توانمندسازی جنسیتی بپردازند.
پس از پایان تحصیلات و در سال ۱۸۹۷، گردا به شهر کارلستاد نقل مکان کرد. خانهٔ او در این شهر، خیلی زود به مرکزی برای گردهمایی فعالان حقوق زنان تبدیل شد. زنان پیشرو و دغدغه‌مند از نقاط مختلف برای بحث و تبادل‌نظر دربارهٔ چالش‌های اجتماعی، نابرابری‌های جنسیتی و راهکارهای رسیدن به برابری حقوقی، در خانهٔ او گرد می‌آمدند.

## اوایل زندگی و تحصیلات
گردا لوندبرگ در ۲۲ ژوئن ۱۸۷۰ در استکهلم زاده شد. او دختر بازرگان و صنعت‌گر، اولوف هنریک لوندبرگ، و همسرش آیدا یوسفینا (با نام خانوادگی پیش از ازدواج لوندگرن) بود. گردا در خانواده‌ای مرفه رشد یافت و شش خواهر و برادر ناتنی از ازدواج نخست مادرش داشت. او تا سال ۱۸۸۶ در مدرسه فرانسوی استکهلم تحصیل کرد و سپس زبان آلمانی و زیست‌شناسی را در نورا لاتین آموخت. پس از آن به مدرسه والینسکا رفت و در سال ۱۸۸۸ وارد دانشگاه اوپسالا شد و به تحصیل در رشتهٔ زبان‌های خارجی پرداخت. او تنها زن در میان نزدیک به هزار دانشجوی آن زمان بود و در سال ۱۸۹۲ در رشتهٔ زبان‌های مدرن فارغ‌التحصیل شد.
در زمان تحصیل در اوپسالا، گردا در خانهٔ آنا-مارگرت هولمگرن اقامت داشت؛ خانه‌ای که به مرکزی برای رفت‌وآمد اندیشمندان و فعالان رادیکال لیبرال بدل شده بود. او در آن‌جا با گولی پترینی و لیدیا والستروم آشنا شد؛ دوستی‌ای که به‌ویژه با والستروم تا پایان عمر ادامه یافت. در کنار این همراهان، گردا در بنیان‌گذاری نخستین انجمن دانشجویی ویژهٔ زنان در سوئد به نام «کویینلیگا استودنت‌فورنینگن» مشارکت داشت. این انجمن در ۲ مارس ۱۸۹۲ تأسیس شد و نقشی مهم در تقویت حضور زنان در فضای دانشگاهی ایفا کرد.

## حق رأی و حقوق زنان
در همان سال، گردا با مائوریتس هلبرگ (۱۸۵۹–۱۹۴۷)، عضو انجمن دانشجویی رادیکال «ورداندی» و سردبیر روزنامهٔ «کارلستادز-تیدنینگر»، آشنا شد. هلبرگ از حامیان سرسخت حق رأی همگانی بود. آن‌ها در ۲۲ ژوئن ۱۸۹۷، در روز تولد ۲۷سالگی گردا، ازدواج کردند و به شهر کارلستاد نقل مکان کردند. نخستین فرزندشان، هِلوین، دو سال بعد به دنیا آمد. فرزند دومشان، لاوه، در سال ۱۹۰۳ متولد شد اما تنها یک سال زندگی کرد و در ۱۹۰۴ درگذشت.
در مارس ۱۹۰۳، با رشد علاقه به مسئلهٔ حق رأی برای زنان، شعبهٔ کارلستاد انجمن ملی حق رأی زنان (LKPR) تأسیس شد. گردا هلبرگ ریاست این شعبه را برعهده گرفت. این شعبه، همراه با شاخهٔ یوتبوری، یکی از فعال‌ترین نهادهای غرب سوئد در این زمینه بود. خانوادهٔ هلبرگ در همین زمان به خانه‌ای جدید به نام «ویلا اسکوگسبری‌نت» نقل مکان کردند که به محلی برای گردهمایی فعالان جنبش حق رأی بدل شد.
در نوامبر ۱۹۱۲، با حمایت انجمن زنان، گردا هلبرگ به عضویت شورای شهر کارلستاد انتخاب شد و تا سال ۱۹۲۳ در این جایگاه خدمت کرد. در همان سال، شعبه‌ای از انجمن فردریکا برمر در کارلستاد تأسیس شد و هلبرگ ریاست آن را عهده‌دار شد. او برای بهبود شرایط کاری زنان، ارتقای فرصت‌های حرفه‌ای و دستیابی به برابری تلاش‌های زیادی کرد. او تا سال ۱۹۳۵ ریاست این انجمن را بر عهده داشت و سپس به‌عنوان رئیس افتخاری انتخاب شد.
گردا هلبرگ در ۶ اوت ۱۹۳۷ در کارلستاد درگذشت.